# Kaavi (Finland)
Kaavi is een gemeente in de Finse provincie Oost-Finland en in de Finse regio Noord-Savo.  De gemeente heeft een landoppervlakte van 674,07 km² en telt 2.689 inwoners (2022).

## Stedenbanden
- Võrumaa (Estland), sinds 1990[1]

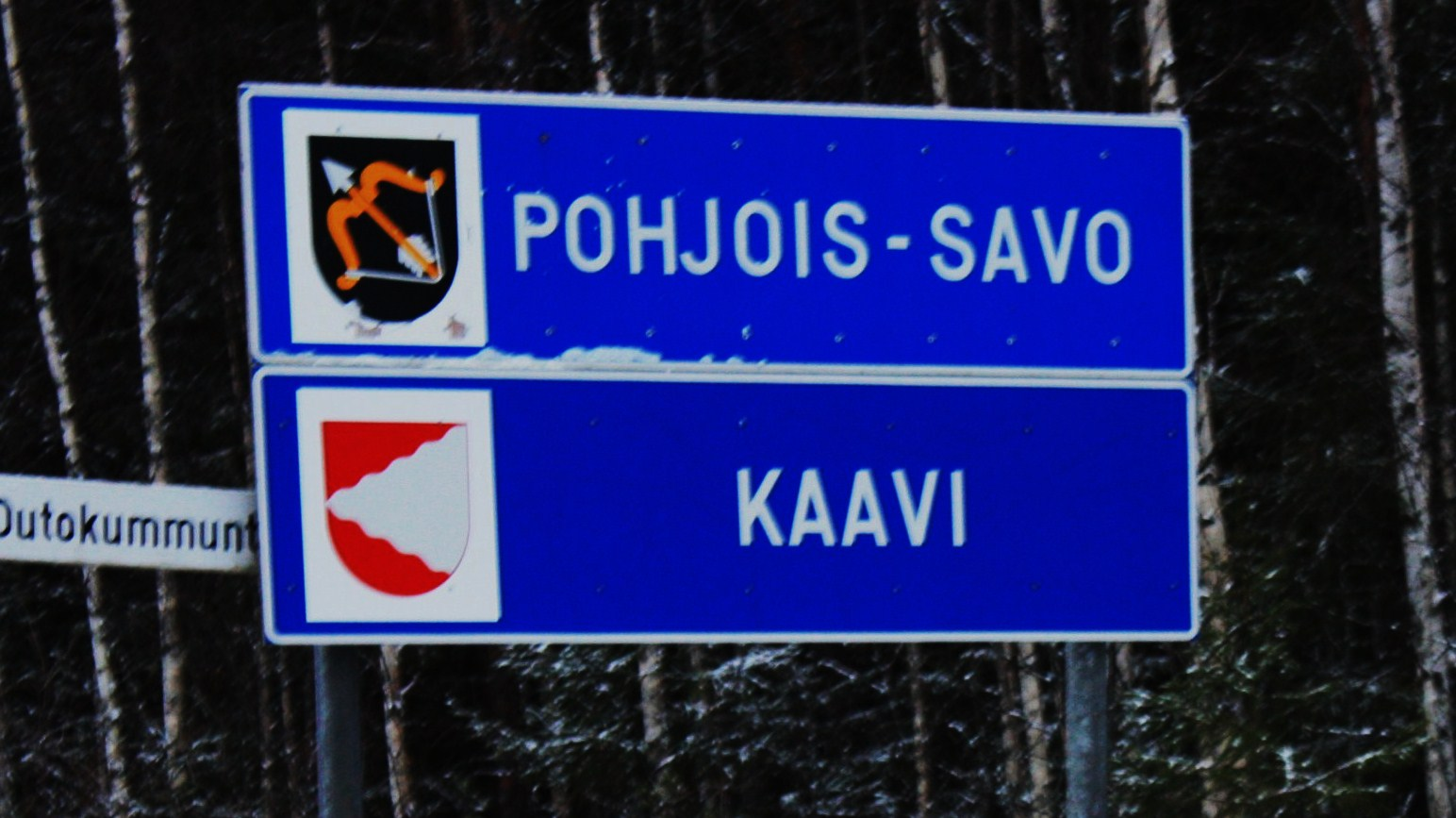